# United Cricket Ground
Der United Cricket Ground ist ein Cricketfeld in Windhoek, der Hauptstadt Namibias. Es dient faktisch als Nationalstadion der Sportart, wobei die namibische Cricket-Nationalmannschaft auch in anderen Stadien spielt. Der Platz liegt auf dem Gelände des United Sport Club im Stadtviertel Olympia. 
Der Ground wurde erstmals 1990 bei einem Spiel gegen die niederländische Cricket-Nationalmannschaft genutzt. Das erste Twenty20 fand am 19. August 2019 gegen die botswanische Cricket-Nationalmannschaft statt. Das erste One-Day International wurde am 1. Dezember 2022 gegen die schottische Cricket-Nationalmannschaft gespielt.